# Paradoxo da Igualdade de Gênero
O paradoxo da igualdade de gênero refere-se às descobertas de uma pesquisa de Gijsbert Stoet e David C. Geary  que, de forma contra-intuitiva, sugere que países mais igualitários na questão de gênero tem, apesar disso, maior desequilíbrio na proporção entre homens e mulheres do que países menos igualitários em campos de ciência, tecnologia, engenharias e matemática. Esta pesquisa constatou que, em média, as meninas têm um desempenho igual ou superior aos meninos nas ciências exatas, mas, apesar disso, a proporção de mulheres em tais áreas diminui à medida que a igualdade de gênero no país aumenta. A análise foi criticada em relação a sua metodologia e conclusões. 

## A Pesquisa e Suas Conclusões
A pesquisa conduziu uma análise dos resultados da edição de 2015 do Programa Internacional de Avaliação de Estudantes (PISA) (n = 472.242 em 67 países / regiões), analisando os resultados nas questões de ciências. Essa medida foi comparada com o nível de igualdade de gênero, conforme definido pelo índice de Diferenças globais entre gêneros (DGG). 
O estudo teve várias descobertas chaves, que podem ser resumidas da seguinte forma: 
- As meninas tiveram desempenho semelhante ou melhor que os meninos em dois de cada três países e estavam mais bem preparadas para o ensino superior em ciência, engenharias e matemática em praticamente todos os países examinados.
- Mais meninas ingressaram em graduações de cursos de ciência, tecnologia, engenharias e matemática do que se formaram.
- A diferença entre os desempenhos de meninos e meninas no PISA estava inversamente relacionada ao DGG do país.

É importante observar que a correlação com o DGG mostrada se refere a proporções e não números absolutos. Em outras palavras, não foi encontrada relação entre o número total de meninas que ingressaram e concluíram cursos em ciências, tecnologia, engenharias e matemática e o DGG do país, mas na verdade encontrou-se uma correlação com a diferença relativa do número total de garotos e garotas que concluíram esses cursos. 

## Possíveis Causas e Críticas
Os autores sugerem duas possíveis causas relacionadas para explicar o fenômeno. A primeira diz respeito à teoria do valor esperado, EVT (do acrônimo anglófono: Expected-Value Theory), que sugere que os estudantes determinem suas escolhas futuras de educação com base em seus pontos fortes. A teoria do valor esperado é frequentemente utilizada para elucidar a diferença nas escolhas profissionais entre homens e mulheres.  Assim, a diferença seria explicada porque as meninas escolheriam assuntos em que são relativamente mais fortes do que as áreas de ciência, engenharias, tecnologia e matemática. Em outras palavras, ao comparar a aptidão de cada aluno em várias áreas, as meninas sentem que são mais fortes em outras áreas que não às ligadas a ciências exatas. Uma explicação adicional apresentada pelo autor é que o efeito aumenta ainda mais nas sociedades com menor satisfação com a vida, conforme definido pelo Índice para uma Vida Melhor da OCDE. Uma análise estatística superficial confirma esse efeito. A lógica seria que a economia é um fator mais importante na escolha do futuro educacional em países com uma menor satisfação com a vida. Assim, em sociedades mais ricas e com mais igualdade de gênero, os alunos se sentem mais livres para escolher o futuro acadêmico com base em seus interesses, em vez de fatores econômicos. 
Além disso, contrariamente ao que se supõe frequentemente, estereótipos de gênero podem não estar relacionados com a escolha da carreira  , conforme demonstraram estudos longitudinais do mesmo conjunto de dados analisados por Stoet e Gearym. Esses estudos investigaram quais são os estereótipos de gênero nas profissões através dos resultados de testes de associação implícita   (IAT). A conclusão desses estudos é de que não foi encontrada relação entre o interesse em ciências, tecnologia, engenharias e matemática (conforme relatado via PISA), e os diferentes estereótipos de gênero, de acordo com o teste de associação implícita.  . Outro estudo procedeu com uma metodologia diferente e mediu os estereótipos de gênero através do teste de associação implícita e também com um questionário simples. Esse estudo revelou que o estereótipo de gênero medido dessa forma carrega uma relação inversa à representação das mulheres na ciência nesses países  . 
Outros estudos contestaram a ideia de que o interesse declarado é uma boa medida de interesse intrínseco.    Por exemplo, um estudo descobriu que o número de mulheres que já trabalham em uma determinada área prediz os estereótipos que as pessoas têm sobre essa área.  Outro estudo encontrou uma relação entre o sexismo percebido em determinados cursos de graduação e o interesse que as meninas manifestam por essa área.  Outros estudos apontaram ainda  que o interesse que as crianças manifestam por uma determinada área tem uma grande sobreposição com as expectativas e estereótipos de gênero de pais e professores sobre ciências, tecnologia, engenharias e matemática.
Por exemplo, um estudo mostrou que a probabilidade de um pai crer que seu filho se interessará por ciências exatas é menor quando esse filho é uma menina e tal crença é um forte preditor do desenvolvimento de aptidões nas ciências.  Outros estudos longitudinais mostraram um efeito semelhante entre as expectativas que a mãe possui sobre o sucesso da filha em carreiras de ciências exatas e as escolhas profissionais posteriores da menina.  Muitos desses estudos longitudinais foram realizados em escolas de ensino médio ou com alunos da faixa etárias correspondente, mostrando que esse efeito está presente antes da idade em que o PISA seria realizado.   